# Bergia anagalloides
Bergia anagalloides är en slamkrypeväxtart som beskrevs av Wilhelm Gerhard Walpers. Bergia anagalloides ingår i släktet Bergia och familjen slamkrypeväxter. Inga underarter finns listade i Catalogue of Life.